# Die drei Rathschläge
Die drei Rathschläge ist ein Volksmärchen (ATU 910). Der Titel stammt aus Karl von Killingers  Buchwerk Erin: Auswahl vorzüglicher irischer Erzählungen aus dem Jahr 1849. Eine norwegische Variante des Märchens aus einer Sammlung der Universität Oslo wurde 1878 von Moltke Moe aufgezeichnet und trägt im Deutschen den Titel Drei gute Ratschläge. Ebenso wie eine slowakische Variante von Samuel Czambel. Eine schottische Variante erschien 1892 im Folk-Lore und ist im Deutschen unter dem Titel Die drei Ratschläge bekannt. Selbiger Titel wurde auch für die Übersetzung einer portugiesischen, einer galicischen und einer spanischen Variante gewählt. Eine Griechische erhielt den deutschen Titel Die drei guten Ratschläge.

## Handlung
Irische Variante
Als in Irland wieder einmal die Ernten fehlschlagen und Not über das Land kommt, ist John Carson dazu gezwungen, seine Frau und seine Kinder zu verlassen, um sich in England sein Brot zu verdienen. Dort verdingt er sich bei einem Herrn, von dem er, nach getaner Jahresarbeit, die Wahl erhält, entweder seinen Lohn von 12 Guineen oder etwas, was zehnmal mehr wert ist, zu bekommen. John Carson überlässt die Entscheidung seinem Herrn, der diesem daraufhin als Lohn drei Ratschläge erteilt: Er solle nie einen Seitenweg nehmen, wenn er die Landstraße nehmen kann, nie in einem Haus Herberge halten, in dem ein alter Mann mit einer jungen Frau verheiratet ist, und nie vergessen, dass Ehrlichkeit am längsten währt. Dann gibt er Carson eine Guinee und zwei Kuchen, von denen er einen seiner Frau bringen soll und den anderen erst verzehren solle, wenn er ersteres erledigt hat.
Mit starkem Glauben an die Worte seines Herrn begibt sich John Carson am nächsten Morgen auf den Heimweg nach Irland. Unterwegs begegnet er zwei Hausierern, mit denen er seinen Weg gemeinsam fortsetzt. Am Ende ihrer Tageswanderung, kurz vor einer Stadt, raten ihm die Hausierer mit ihnen eine Abkürzung durch einen Wald zu nehmen, doch da erinnert sich Carson an den ersten Rat seines Herrn und lehnt ab, vereinbart jedoch mit den beiden, in einem gewissen Haus in der Stadt, in dem Reisende einkehren, ein Wiedertreffen. Wohlbehalten in der Stadt angelangt, nimmt Carson Herberge im verabredeten Haus, wo er jedoch feststellt, dass der Wirt eine sehr junge Frau hat, woraufhin er wieder auskehrt. Auf dem Weg nach draußen begegnet er den zerhauenen und blutenden Hausierern, die im Wald von Räubern überfallen und fast umgebracht worden waren, und er rät ihnen nicht in diesem Haus zu übernachten, was die zwei Erschöpften jedoch ignorieren. Nachdem er sich Obdach in einem Stall gesucht hat, bemerkt er dort die Wirtin, die sich mit einem fremden Mann trifft und einen Mordanschlag auf das Leben ihres Mannes verabredet. Später erfährt er, dass die zwei Hausierer, die über und über mit Blut überspritzt gefunden wurden, für den Mord an dem Wirt gehängt werden sollen, also beschließt er vor Gericht auszusagen, berichtet über alles, was er erlebt hat, rettet den beiden somit das Leben und erhält eine stattliche Belohnung.
Überzeugt von den Ratschlägen seines Herrn, gelangt John Carson in seine Heimat zurück, wo seine Familie gerade von der Not erlöst zu sein scheint und in heller Freude ist, da das älteste Kind einen Beutel voller Goldstücke gefunden hatte. Es wurde angenommen, dass dieser dem jungen Herrn vom Schloss gehört, der kurz zuvor die Fundstelle passiert hatte, also beauftragt John Carson seine Frau damit, den Beutel zum Schloss zu bringen, um ihn seinem rechtmäßigen Besitzer zurückzubringen. Sie wird aber nicht vorgelassen und muss den Goldbeutel einem Bediensteten übergeben. Als sie wieder zu Hause ist, holt John Carson die zwei Kuchen hervor, teilt sie auf und findet zu seiner Überraschung in jeden von ihnen 6 Guineen, woraufhin er erkennt, dass dies das Mittel der Wahl seines Herren war, den Lohn sicher in die Heimat zu bringen. Schließlich stellt sich vor dem Schlossherrn auch noch heraus, dass der Bedienstete des Schlosses, der den Goldbeutel an sich genommen hatte, einerseits der oberste Lakai war und andererseits den Goldbeutel nicht an seinen Herrn weitergegeben hatte, und aus Dank für die Ehrlichkeit von John Carsons Frau erhält die Familie weitere 10 Guineen sowie ein neues Haus als Belohnung. John Carson lebte seither ein gutes und geachtetes Leben und an seinem Todbett gab er die dei Ratschläge an seine Kinder weiter.

## Varianten
In einer sehr kurzen norwegischen Variante heißt der Protagonist Svein und als drittes wird geraten, stets eine Schere bei sich zu haben, mit der er dann, als er in der Scheune übernachtet, ein Stück Stoff aus dem in der Scheune hinterlassenen Umhang des Komplizen der Wirtin herausschneidet, mit dem er dann vor Gericht sein Erlebtes beweisen kann. Eine schottische Variante beginnt zur Zeit der Schlacht bei Culloden, bei der die schottischen Rebellen geschlagen werden und einer von ihnen, Donald Fraser, sich danach in den Bergen und Wäldern vor den Regierungstruppen verstecken muss. Trotzdem heiratet er, verlässt seine Braut aber in der Hochzeitsnacht und geht in der Ferne bei einem Bäcker in die Lehre, bei dem er 21 Jahre bleibt. Als dritten Ratschlag bekommt er hier mitgeteilt, dass er dreimal nachdenken solle, bevor er die Hand hebt, um jemanden zu schlagen, und auch hier benutzt er eine Schere, um in der Scheune ein Stück vom Rock des Liebhabers der Frau abzuschneiden. Nach dem Gerichtsprozess kauft er sich Pistole, Pulver und Kugeln, da er nicht weiß, was ihm noch bevorsteht. Zu Hause angekommen findet er seine Frau zankend mit einem anderen Mann vor, den er schon erschießen will, doch er besinnt sich noch und erfährt, dass dieser sein Sohn ist.
Die Ratschlag-Typen der schottischen Variante finden sich sinngemäß auch in einer portugiesischen Version des Märchens. Eine galicische und eine spanische Variante nennen, neben den Ratschlägen dreimal nachzudenken und keine Abkürzung zu nehmen, nie nach etwas zu fragen, was einen nichts angeht, wobei letzterer Ratschlag stets vor einer gruseligen Begebenheit, wie etwa abgetrennte Köpfe, schützt, die, wäre nachgefragt worden, zum Tod geführt hätte. Die Gleichen Ratschläge werden in einer griechischen Variante geraten, wobei diese von den anderen abweicht. Der Protagonist Jánnis triff in dieser zuerst auf einen Mohr, der Goldgulden auf die Blätter eines Baumes klebt. Jánnis schweigt, woraufhin der Mohr ihm offenbart, dass bisher alle Fragen dazu gestellt hatten und er sie deshalb alle aufgefressen hat. Als Belohnung für sein Schweigen bekommt Jánnis die Goldgulden, zieht weiter und begegnet ein paar Treibern, die ihn nach einiger Zeit dazu auffordern mit ihnen in eine Herberge einzukehren. Jánnis weicht jedoch nicht von seinem Weg ab und entgeht somit den Folgen eines Erdbebens, das die Herberge zum Einsturz bringt. Zu Hause angekommen hält ihn der dritte Rat davon ab seinen eigenen Sohn zu töten.
Die slowakische Variante nennt die Ratschläge niemals die Straße zu verlassen, um einen Fußsteig zu nehmen, wodurch ein Metzger einen Sack Geld findet, niemals das was heute getan werden kann auf morgen zu verschieben, was ihn, im Gegensatz zu seinen beiden Kollegen, vor einem Überfall bewahrt und niemals der Frau die Wahrheit darüber zu sagen woher das Geld kommt, wenn man viel davon hat. Letzterer erzählt er dann, dass er seine beiden reichen Kollegen ausgeraubt und umgebracht hat, woraufhin diese ihn verrät, sodass er gehängt werden soll, jedoch tauchen die Totgeglaubten wieder auf.
Der irische Teil der Geschichte mit dem Goldbeutel fehlt bei allen anderen Varianten.

## Hintergrund
Nach Karl von Killinger ist das Märchen eines der wenigen [aus Irland] mit einer moralischen Erzählung. In Edward Lhuyds Archaeologia Britannica S. 251 findet sich die aus 46 Versen bestehende Geschichte von den drei Ratschlägen im Kornischen und im Walisischen als uralt gegeben. In Wales veröffentlichte Jones zu Haford 1818 im Maistück des Blackwood’s Edinburgher Magazins eine englische Übersetzung des kornischen Textes unter dem Titel Die Geschichte des Ivan, wobei er bemerkte, dass sie eine der uralten Mabinogi und die einzige ihm bekannte in der kornischen Sprache sei. Die in der kornischen Variante gegebenen Ratschläge seien: Hüte dich, die alte Straße um eine neue zu verlassen, hüte dich, zu wohnen, wo ein junges Weib an einen alten Mann verheiratet ist, und lasse dich zweimal schlagen, ehe du einmal schlägst, denn das ist die allerklügste Eigenschaft. Die irische Variante stammt von einem gewerbsmäßigen Geschichtenerzähler namens Paddrin Irelagh, auch Patrickchen der Landläufer genannt. Laut Killinger habe sie ihren Weg nach Irland wahrscheinlich aus Wales gefunden, da sich ihr Inhalt als die Erweiterung einer bardischen Weisheitstriade darstelle.
Die norwegische Variante des Märchens aus der Sammlung Norsk folkeminnesamling ved Institut for folkeminnevitskap, Universitetet i Oslo (zu Dt. Norwegische Sammlung von Volksüberlieferungen beim Institut für Volkstraditionswissenschaften, Universität Oslo) wurde 1878 von Moltke Moe nach Åste Andersdotter in Årmote, Årmotdal in Bøherad, Telemark aufgezeichnet und 1924 bei Moe auf Seite 27 veröffentlicht.
Laut Christiane Agricolas Schottische Volksmärchen war die Geschichte von den drei Vorschriften bei den Gälen schon im Mittelalter bekannt. Die Variante des Buches stammt von einem Farmarbeiter namens MacCallum aus Bogroy bei Inverness, der sie Dr. Beauly Corbet erzählte, welcher sie wiederum 30 Jahre später an Alex MacBein weitergab. MacBein veröffentlichte sie 1892 in London im Folk-Lore. Transactions of the Folk-Lore Society. A quarterly Review. und im Juli desselben Jahres auch auf Gälisch im Celtic Magazine. Einem Freund MacBeins zufolge sei die Erzählung Ende der siebziger Jahre auch auf Märkten und von Hausierern als Flugschrift verkauft worden.
Portugiesische Varianten des Märchens finden sich bei Theophilo Braga: Contos tradicionais do povo português (S. 208–210), Luís da Câmara Cascudo: Os melhores contos populares de Portugal (S. 160–163) und Clarinda de Azevedo Maia: Os falares fronteiriços do concelho do Sabugal e da vizinha região de Xalma e Alamedilla (S. 670–672). Galicische Varianten wurden in Centro de Estudos Fingoy: Contos populares da Provincia de Lugo (Nr. 1) und in Laureano Prietos Contos vianeses (Nr. 25) veröffentlicht. Aurelio Macedonio Espinosas Cuentos populares españoles recogidos de la tradición oral de España verzeichnet sieben spanische Varianten des Märchens.
Laut Georgios A. Megas wurde das Märchen zum ersten Mal um 1050 in dem deutsch-lateinischen Roman Ruodlieb veröffentlicht.
Der letzte Rat, der dazu führt, dass der Mann seine Familie nicht erschlägt, findet sich auch in dem belorussischen bzw. russischen Märchen Iwan Pechvogel.